# بالوانت سینگ (بازیکن فوتبال)
بالوانت سینگ (انگلیسی: Balwant Singh؛ زادهٔ ۱۵ دسامبر ۱۹۸۶) بازیکن فوتبال در پست مهاجم اهل هند است.

## باشگاهی
از باشگاه‌هایی که در آن بازی کرده‌است می‌توان به باشگاه ورزشی موهان باگان و باشگاه فوتبال مومبای سیتی اشاره کرد.

## تیم ملی
وی همچنین در تیم‌های ملی فوتبال تیم ملی فوتبال زیر ۲۳ سال هند و بزرگسالان هند بازی کرده‌است.